# تشارلز ستيوارت (عالم)
تشارلز ستيوارت (18 مايو 1840 - 27 سبتمبر 1907) كان عالمًا في علم الحيوان وعالم تشريح مقارن. انتخب زميلًا في الجمعية الملكية في 4 يونيو 1896، وكان رئيسًا لجمعية لينيان من عام 1890 إلى عام 1894.

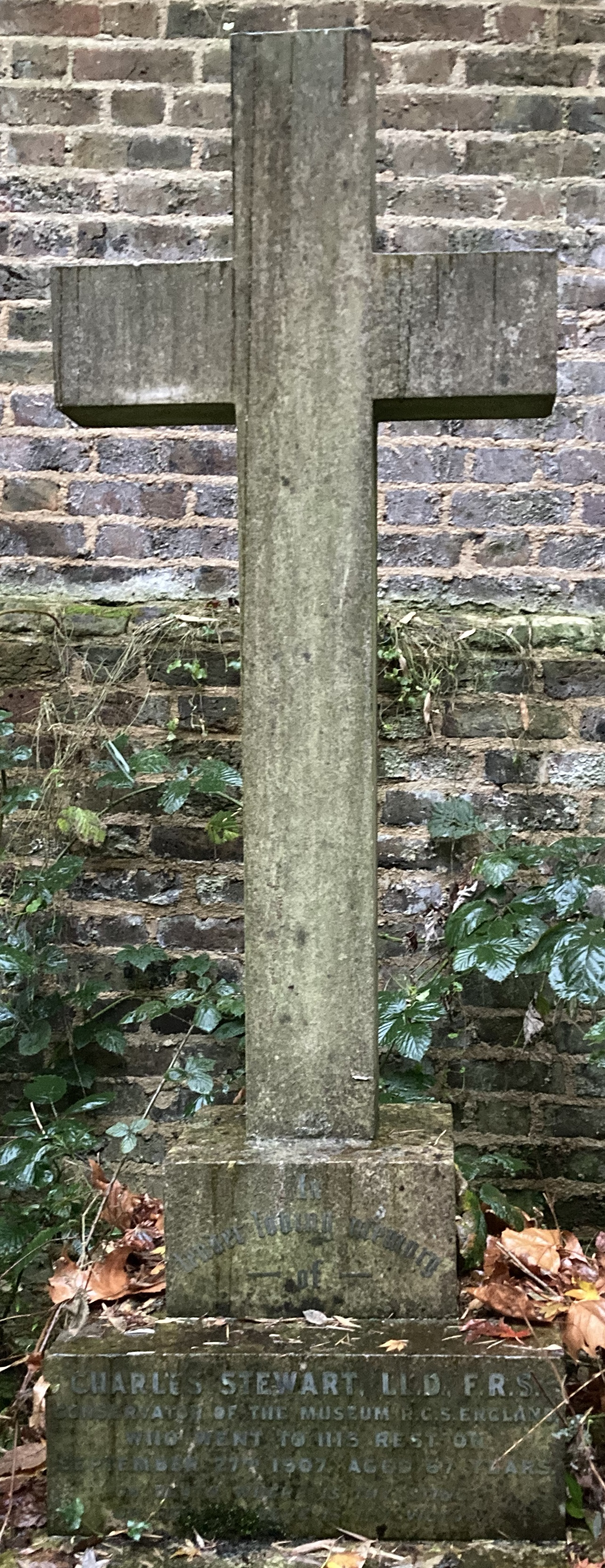
قبر تشارلز ستيوارت (عالم الحيوان) في مقبرة هايغيت

## حياته
ولد ستيوارت في بليموث ودرس في مستشفى سانت بارثولوميو وحصل على شهادة الماجستير في الطب النفسي والجنس عام 1862. كان حارس متحف Hunterian التابع للكلية الملكية للجراحين في إنجلترا من عام 1884 إلى عام 1900 تبعًا لـ William Henry Flower.
بعد العمل لمدة أربع سنوات في بليموث عُيٌن في عام 1866 أمينًا للمتحف في مستشفى سانت توماس ثم في حدائق سوري. في عام 1871 بعد وقت قصير من نقل المستشفى إلى Albert Embankment، عُيّن محاضرًا في علم التشريح المقارن في كلية الطب، وفي عام 1881 أصبح محاضرًا في علم وظائف الأعضاء بالاشتراك مع الدكتور جون هارلي. كان أيضًا أستاذًا لعلم الأحياء وعلم وظائف الأعضاء في كلية بيدفورد للنساء من عام 1882 إلى عام 1886.
غادر مستشفى سانت توماس في عام 1884 عند تعيينه حارسًا لمتحف هانتيريان بالكلية الملكية للجراحين خلفًا للسير ويليام هنري فلاور. في عام 1886 أصبح أستاذًا لجنتري التشريح المقارن وعلم وظائف الأعضاء في الكلية وألقى محاضرات سنوية حتى عام 1902. حافظ ستيوارت بشكل كامل في الكلية على تقليد هنتريان. بجانب المعرفة الحالية في علم التشريح وعلم وظائف الأعضاء وعلم الجراثيم والتي تشكل معًا علم الأمراض الحديث كان قادرًا على الاستفادة إلى أقصى حد من مخازن العينات التي جمعها جون هانتر. مكنته عمليات تشريحه من ربط العديد من الحقائق لأول مرة وظهرت نتائجه في محاضراته. في عام 1885 ألقى محاضرات عن هيكل وتاريخ حياة الهيدروزوا. في عامي 1886 و 1887 على أجهزة السمع في عام 1889 ومرة أخرى في عام 1896 حول نظام العدد الصحيح؛ في عام 1890 على الأعضاء واللون الفسفوري في عام 1891 على الشخصيات الجنسية الثانوية، في عام 1895 على الهيكل الداخلي. في عام 1897 بشأن المفاصل وحماية وتغذية الشباب؛ في عام 1899 على تناوب الأجيال. تحدث بدون ملاحظات ورسم بشكل مثير للإعجاب على السبورة موضحًا ملاحظاته من متاجر المتحف. لكن للأسف لم يتم نشر المحاضرات ولم يتم الإبلاغ عنها، وظلت فقط في ذاكرة المراجعين أو في ملاحظاتهم الهزيلة. يبقى عمله القيم بمفرده في كتالوجات متحف Hunterian. 
على الرغم من اعتلال صحته كان ستيوارت نشطًا خارج كلية الجراحين. من عام 1894 إلى عام 1897 كان أستاذًا لعلم وظائف الأعضاء في المعهد الملكي، حيث ألقى خطاب «مساء الجمعة» في مناسبتين. في عام 1866 انتخب زميلًا في جمعية لينيان وشغل منصب رئيسها (1890-4). كما قام بدور نشط في تأسيس الجمعية التشريحية لبريطانيا العظمى وأيرلندا والتي كان أمين صندوقها الأصلي (1887-1892). كما شغل منصب سكرتير الجمعية الملكية للميكروسكوب من 1879 إلى 1883. كان مهتمًا بشدة برفاهية جمعية الأحياء البحرية التي تأسست في بليموث موطنه الأصلي. قبل في FRS في عام 1896 وفي عام 1899 حصل على درجة LL الفخرية من أبردين.
توفي في لندن في 27 سبتمبر 1907 ودُفن في الجانب الغربي من مقبرة هاي جيت.

## عائلة
تزوج عام 1867 من إميلي براون وترك ثلاثة أبناء وبنتين.